# Hospital Huoshenshan
El Hospital Huoshenshan (chino:火神山医院; pinyin: Huǒshénshān Yīyuàn; literalmente: 'Hospital de la Montaña del Dios del Fuego') es un hospital de campaña especializado de emergencia, construido entre el 23 de enero y el 2 de febrero de 2020, en respuesta a la pandemia por COVID-19, para tratar a pacientes con esa enfermedad.
La instalación está ubicada cerca del lago Zhiyin (知音湖) en el distrito de Caidian, Wuhan, Hubei, China; junto al Sanatorio de Trabajadores de Wuhan (武汉职工疗养院). Desde su apertura el 3 de febrero el hospital ha funcionado bajo la jurisdicción y administración del Ejército Popular de Liberación. El 8 de febrero se abrió un segundo hospital de campaña en respuesta a la incipiente pandemia, el Hospital Leishenshan.

## Nombre
El nombre "Huoshen" (火神: 'Dios del fuego') fue puesto en honor a Zhu Rong, un importante personaje de la mitología china y la religión tradicional china. Mientras que el nombre "Huo" (火: 'Fuego') está relacionado con el concepto del elemento fuego en el Wu Xing —teoría china de los Cinco Elementos—, donde dicho elemento "domina" al elemento metal (金). Considerando que en la medicina tradicional china el elemento metal gobierna "el pulmón" (肺), el resultado final es un nombre que transmite la esperanza de que en el hospital se pueda superar la infección respiratoria que afecta los pulmones.

## Historia

### Antecedentes
El hospital fue el primero construido de una serie de hospitales, en respuesta a la incipiente pandemia de COVID-19 de 2019-2020. Al inicio de su construcción, la enfermedad había causado la muerte de 25 personas, 24 de ellas en Hubei, donde comenzó el brote en la ciudad de Wuhan, la cual fue totalmente bloqueada del mundo exterior desde la mañana de ese mismo día.
Esta fue la segunda ocasión en que las autoridades chinas construyeron con urgencia un hospital para hacer frente a un brote epidémico, luego que en 2003 se construyera en 7 días el Hospital Xiaotangshan para el SARS en los suburbios de Pekín, por la epidemia de SARS de 2002-2004 que se originó en Foshán, China.

### Construcción
El hospital siguió el modelo de construcción del Hospital Xiaotangshan para el SARS, donde también se usaron estructuras prefabricadas para terminar la construcción rápidamente. Según Xiao Wei, bajo circunstancias normales el diseño de un hospital toma cerca de un año, pero en este sólo se tardaron 60 horas en dibujar los planos, haciendo ajustes constantes mientras revisaban el sitio. Xiao afirma que los planos originales han sido publicados.
El trabajo de construcción comenzó la tarde del 23 de enero de 2020, programada para finalizar el 3 de febrero, y fue coordinado por cuatro grupos de contratistas: China Construction Third Engineering Bureau, Wuhan Construction Engineering, Wuhan Municipal Construction Group y el Hanyang Municipal Construction Group. Al principio el equipo de construcción tenía poco personal y muchos trabajadores tenían que trabajar dos turnos, 12 horas por día. Sin embargo, se agregaron más trabajadores, llegando a las 7,000 personas trabajando todo el día en tres turnos. Según Xinhua, cerca de 800 unidades de equipo pesado trabajaron simultáneamente para completar el trabajo.
Un trabajador afirma que comenzaban a trabajar desde las 7 de la mañana y generalmente terminaban en la noche, teniendo que trabajar horas extras hasta las cero horas algunas veces. Las comidas eran entregadas en la entrada del sitio por gerentes de construcción, y luego distribuidas a los trabajadores por sus supervisores. Después de terminar su comida, los trabajadores generalmente retomaban sus actividades inmediatamente. En términos de ingresos, la mayoría de los trabajadores ganaron más de 10,000 yuanes de RMB por su trabajo de 8 días, siendo de 8-9000 RMB por mes el ingreso normal de un constructor. Durante ese tiempo ellos costearon el viaje hacia el sitio de construcción y al regresar a sus casas fueron puestos en cuarentena durante 14 días.
El equipo de construcción compartió sus experiencias con el equipo a cargo de construir el Hospital Leishenshan. La construcción de ambos hospitales fueron transmitidas en vivo por la Televisión Central de China, teniendo un promedio de 18 millones de espectadores entre los dos a finales de enero. Las imágenes mostraron a los trabajadores usando mascarillas quirúrgicas.
El último ladrillo se colocó el 2 de febrero de 2020, cuando el número de infectados superaba los 17,000, con más de 360 fallecidos. Ese día, la Fuerza Aérea del Ejército Popular de Liberación comenzó a transportar personal médico y suministros a Wuhan para la apertura del hospital. También la vice primera ministra Sun Chunlan realizó una inspección de las instalaciones y el equipo del hospital.
Según el medio Caixin, se movilizaron 63 trabajadores desde Xiangtan, Hunan, para ayudar con la construcción. Todos regresaron a Xiangtan y fueron puestos en cuarentena el 7 de febrero. El 14 de febrero se confirmó que dos de ellos tenían COVID-19. Aunque el nexo de su infección no se confirmó, ellos creían que se infectaron en el sitio de construcción, especialmente después del 3 de febrero, cuando se abrió la Zona 1 y hubo escasez de máscaras para los trabajadores. También afirmaron que otros constructores tenían tos mientras trabajaban.

### Funcionamiento
Los primeros pacientes llegaron al hospital a las 10 a. m. (hora local) del 3 de febrero, donde comenzaron a ser atendidos por un personal de 1,400 personas, incluyendo doctores y enfermeros: 950 trabajadores de hospitales de la Fuerza Conjunta de Apoyo Logístico de las Fuerzas Armadas y 450 más de universidades sanitarias del Ejército, la Marina y la Fuerza Aérea, además de un equipo de 15 expertos dedicados a evitar contagios dentro del hospital. Según el gobierno, muchos de estos trabajadores tenían experiencia combatiendo el SARS y otros brotes, como el ébola en Sierra Leona y Liberia. De acuerdo a trabajadores del sitio, ese día sólo se abrió la Zona 1, mientras que las Zonas 2-4 se abrieron hasta el 7 de febrero.
El primer grupo de pacientes dados de alta, conformado por 7 personas, abandonó el hospital el 13 de febrero.

## Estructura y equipo
El hospital es un edificio de dos pisos de casi 60,000 m². Aproximadamente la mitad de las instalaciones son pabellones de aislamiento y cuenta con 30 unidades de cuidados intensivos y salas de equipos médicos. Su diseño se basó en el del Hospital Xiaotangshan en Pekín, con mejoras y adaptaciones. Una de ellas fue la inclusión de una membrana antifiltración para aislar al hospital de su entorno y así evitar la contaminación del suelo y del lago cercano. El edificio tiene además un sistema de ventilación especial y gabinetes con dos lados que conectan las habitaciones de los pacientes con los pasillos, permitiendo que el personal del hospital entregue medicamentos sin entrar en la habitación. Está equipado con escáneres infrarrojos para detectar posibles fiebres entre el personal y está conectado por un sistema de video al Hospital General del Ejército Popular de Liberación en Pekín. También se le añadió cobertura 5G y banda ancha para la conexión con una plataforma de consultas, creada para que doctores de otras provincias de China hagan consultas a pacientes.
Las unidades de atención se colocaron sobre pilares para mantenerlos alejados del suelo. Cada unidad tiene unos 10 m² y está equipada con dos camas. Cada habitación está presurizada negativamente para evitar que los microorganismos en el aire se propaguen fuera del hospital. El hospital recibió una donación de 'médicos robot' por parte de una compañía china, para la entrega de medicinas y el manejo de pruebas médicas.